# Paul Louis Gabriel Bethmont
Pour les articles homonymes, voir Bethmont.
Paul Louis Gabriel Bethmont, né le 12 octobre 1833 à Vitry-sur-Seine (Seine) et mort le 28 août 1889 à Saint-Coutant-le-Grand (Charente-Inférieure), avocat et homme politique français, fils d'Eugène Bethmont.

## Biographie
Il se fait remarquer au barreau et dans les assemblées législatives politiques, depuis 1865.
Il est député de la Charente-Inférieure de 1865 à 1882 et premier président de la Cour des comptes de 1880 à 1889.
En crise du 16 mai 1877, opposé au gouvernement de Broglie, il est un des signataires du manifeste des 363. 
Il est membre du conseil d'administration de l'École libre des sciences politiques.

## Distinctions
- Chevalier de la Légion d'honneur[3]